# Rayonnoceras
 (janvier 2022).
Genre
Rayonnoceras est un genre éteint de céphalopodes qui vivaient il y a environ 325 millions d'années au Carbonifère. Bien qu'ils ressemblent à des actinocérides antérieurs, ils appartiennent maintenant aux Pseudorthocerida.

## Systématique
Le genre Rayonnoceras a été créé en 1926 par le géologue et paléontologue américain Carey Gardiner Croneis (d) (1901-1972) avec pour espèce type Rayonnoceras solidiforme.

## Présentation
Rayonnoceras se caractérise par de grandes coquilles droites avec un grand siphuncle subcentral composé de segments subglobulaires, comme pour la famille. Le système de canaux endosiphonculaires est bien développé et la plupart des chambres sont remplies de dépôts organiques. Certaines coquilles ont des stries transversales, d'autres sont lisses. Comme pour les actinocérides antérieurs, Rayonnoceras a un système de canaux dans le siphuncle qui comprend une ouverture étroite, le parispatium, entre les dépôts internes et la paroi interne de l'anneau de connexion. Il diffère des actinocérides antérieurs en ce qu'il a un sommet en forme de balle avec une cicatrice et une longue première chambre, caractéristique des pseuorthocérides, plutôt qu'un sommet émoussé et une courte première chambre caractéristique des vrais actinocérides.
L'orientation au cours de la vie était horizontale. Les dépôts caméraux, plus concentrés dans la partie apicale de la coquille, auraient joué le rôle de lest compensant le poids de l'animal dans la partie avant. Dans la vie, Rayonnoceras était probablement un habitant du fond qui passait la plupart de son temps immobile, attendant en embuscade une proie.
Rayonnoceras était parmi les derniers imitateurs d'actinocérides, qui ont finalement disparu au Carbonifère.
En 2003, un spécimen de Rayonnoceras solidiforme long de 2,4 m a été trouvé dans l'Arkansas où il est désormais conservé au musée de l'Université de l'Arkansas. Il s'agirait du plus grand spécimen jamais découvert de ce genre.

## Liste d'espèces
Selon Paleobiology Database (23 juillet 2022) :
- † Rayonnoceras cadyi Croneis, 1926
- † Rayonnoceras eccentricum Gordon, 1964
- † Rayonnoceras fayettevillense Croneis, 1926
- † Rayonnoceras irregulare Schwarzbach, 1937
- † Rayonnoceras nobile Meek & Worthen, 1865
- † Rayonnoceras protentum Gordon, 1964
- † Rayonnoceras solidiforme Croneis, 1926
- † Rayonnoceras vaughanianum Girty, 1909

## Publication originale
- (en) Carey Croneis, « New Cephalopods form the Fayetteville Shale », Bulletin of the Museum of Comparative Zoology, Cambridge, Musée de Zoologie comparée, vol. 67, no 10,‎ 1926, p. 341-352 (ISSN 0027-4100 et 1938-2987, OCLC 1641426, lire en ligne).